# Rue du Rabbin Meisel
La rue du Rabbin Meisel (en polonais Ulica Rabina Meiselsa) est une rue de Cracovie, dans le quartier de Kazimierz.

## Histoire
La rue a été construite dans la seconde moitié du XIXe siècle, en partie sur l'emplacement d'une ancienne voie souterraine. La partie ouest a été balisée en 1888. La partie est a été construite sur la base des plans réglementaires de 1821 et 1873. De 1881 à 1912 elle s'appelait Miedzuch (de miedzuch - "miedza, frontière") et s'étendait de Plac Nowy jusqu'à la Vistule. Le nom actuel est en vigueur depuis 1912 et commémore le rabbin Berush Meisel. En 1917 la section derrière la rue Augustiańska a été rebaptisée Paulińska. Les bâtiments de la rue sont principalement des immeubles d'habitation des XIXe et XXe siècles.
Après la Seconde Guerre mondiale, le meurtrier Karol Kot, exécuté en 1968, vivait au numéro 2 de la rue.

## Galerie

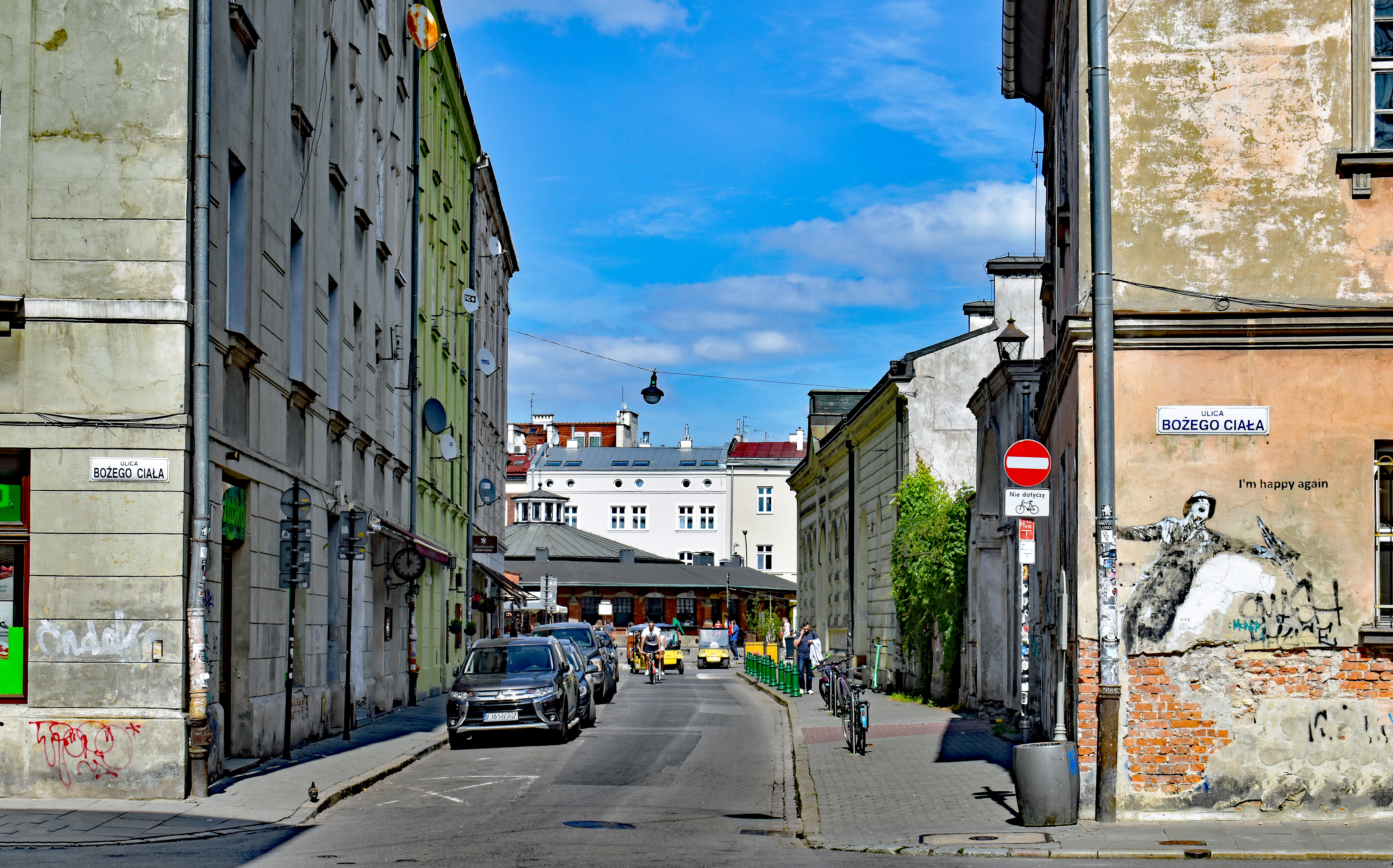
Vue vers l’est depuis la rue Bożego Ciała, avec le Okrąglak visible sur la place Nowy.
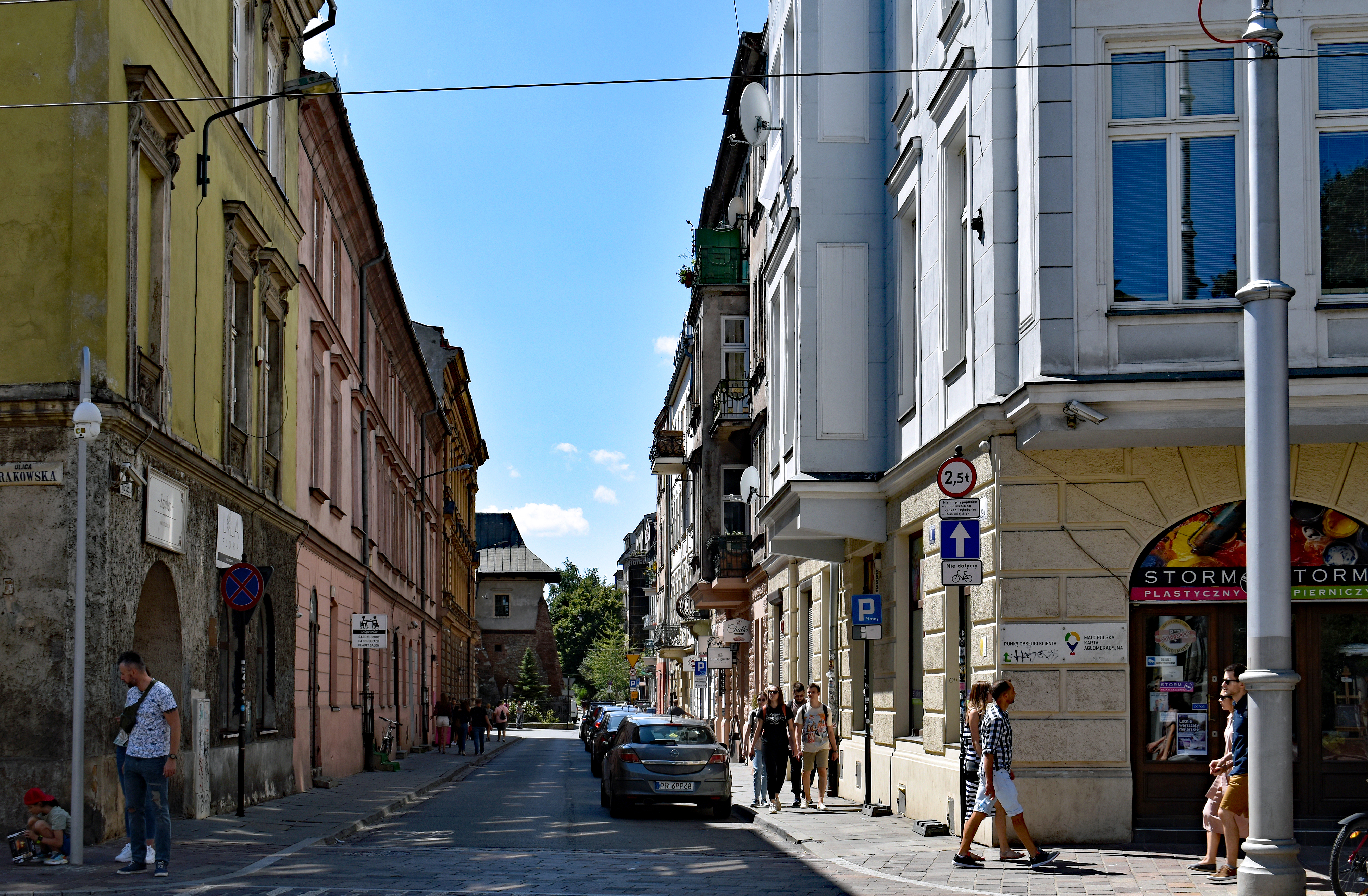
Vue vers l’ouest depuis la rue Krakowska, jusqu’à l’intersection avec la rue Augustiańska, avec le monastère des pères augustins visible.
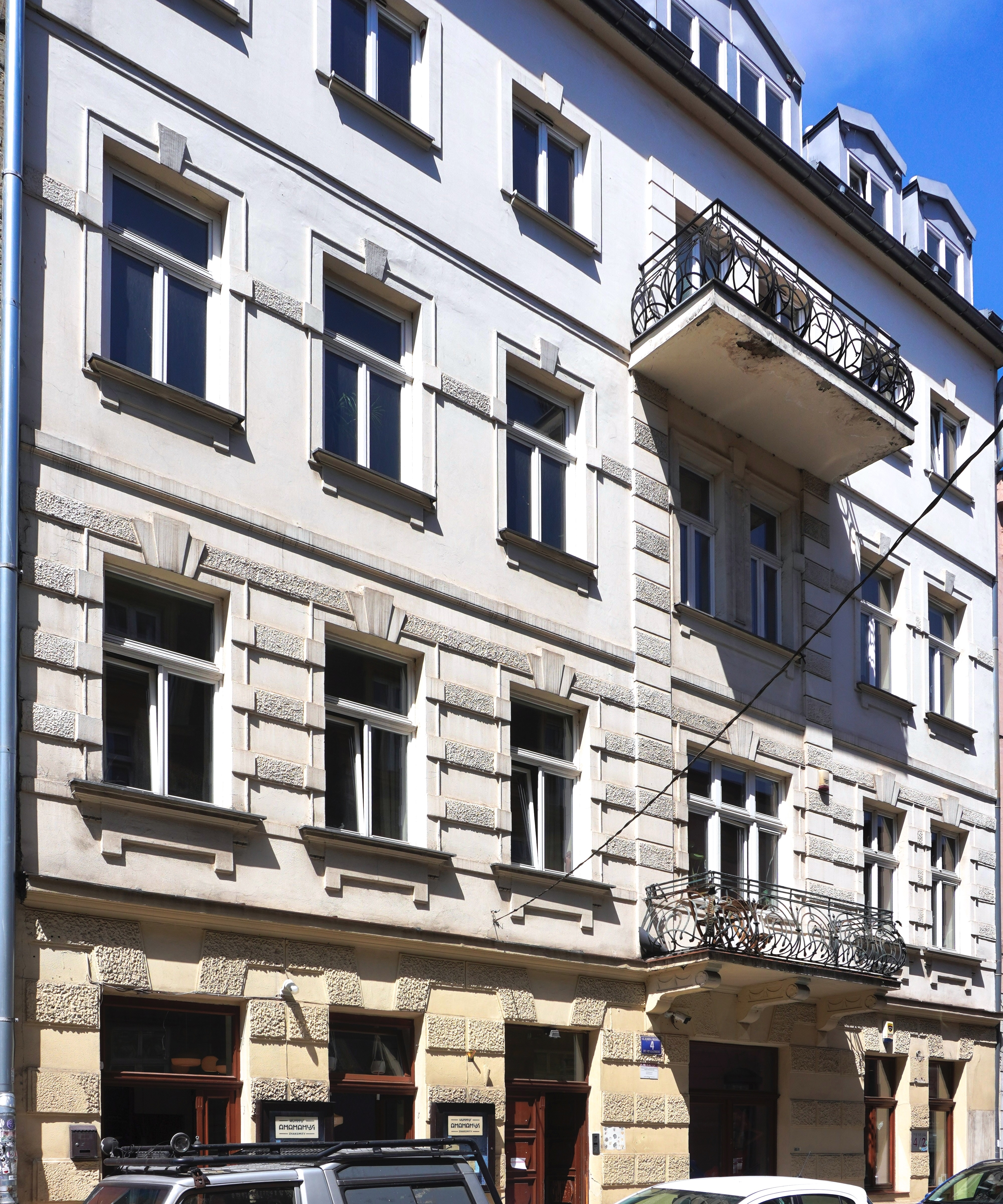
Rue Rabina Meiselsa 4. Immeuble (bâtiment Beniamin Torbe, 1909).
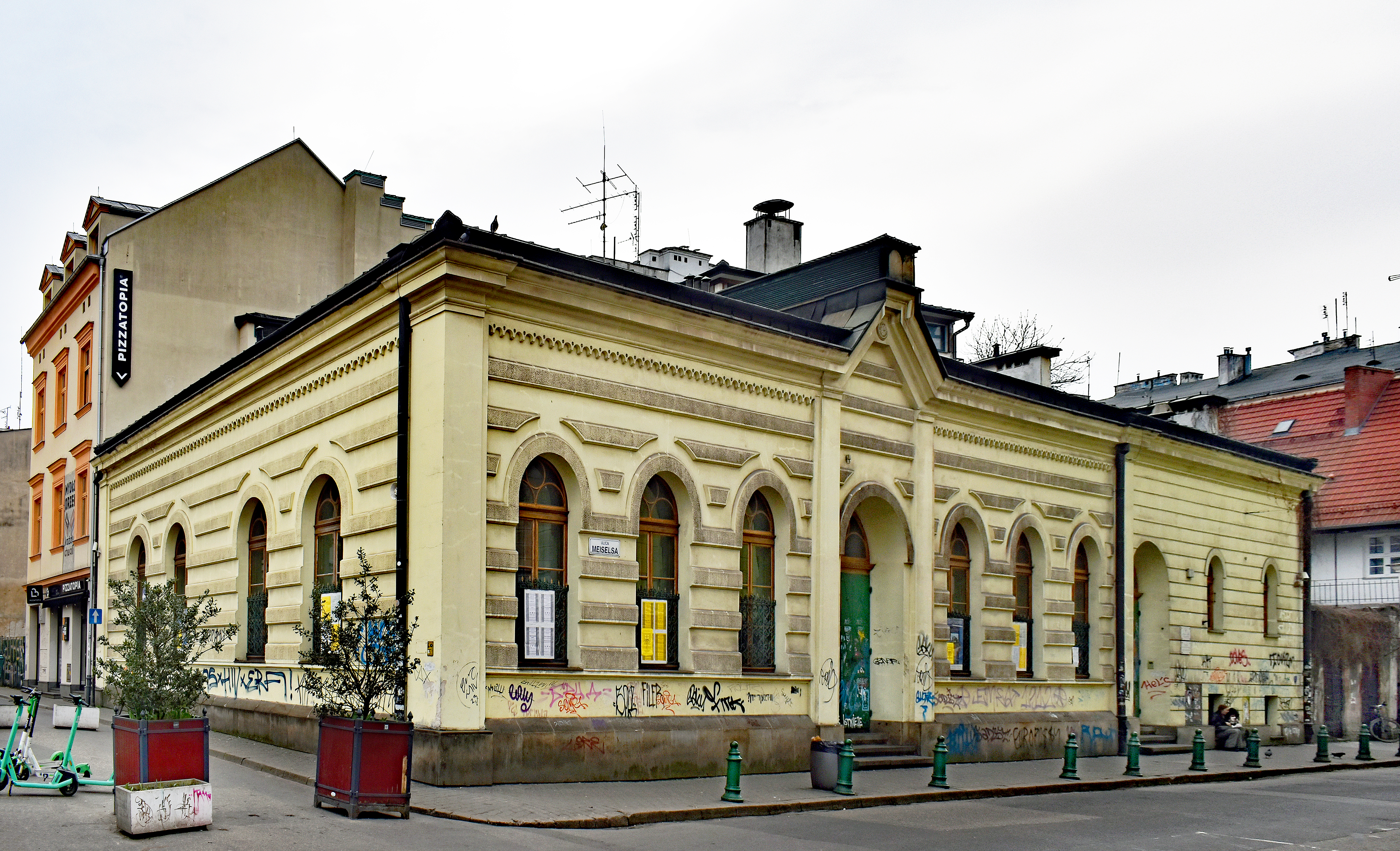
Rue Rabina Meiselsa 17. Ancienne synagogue B'nei Emuna.
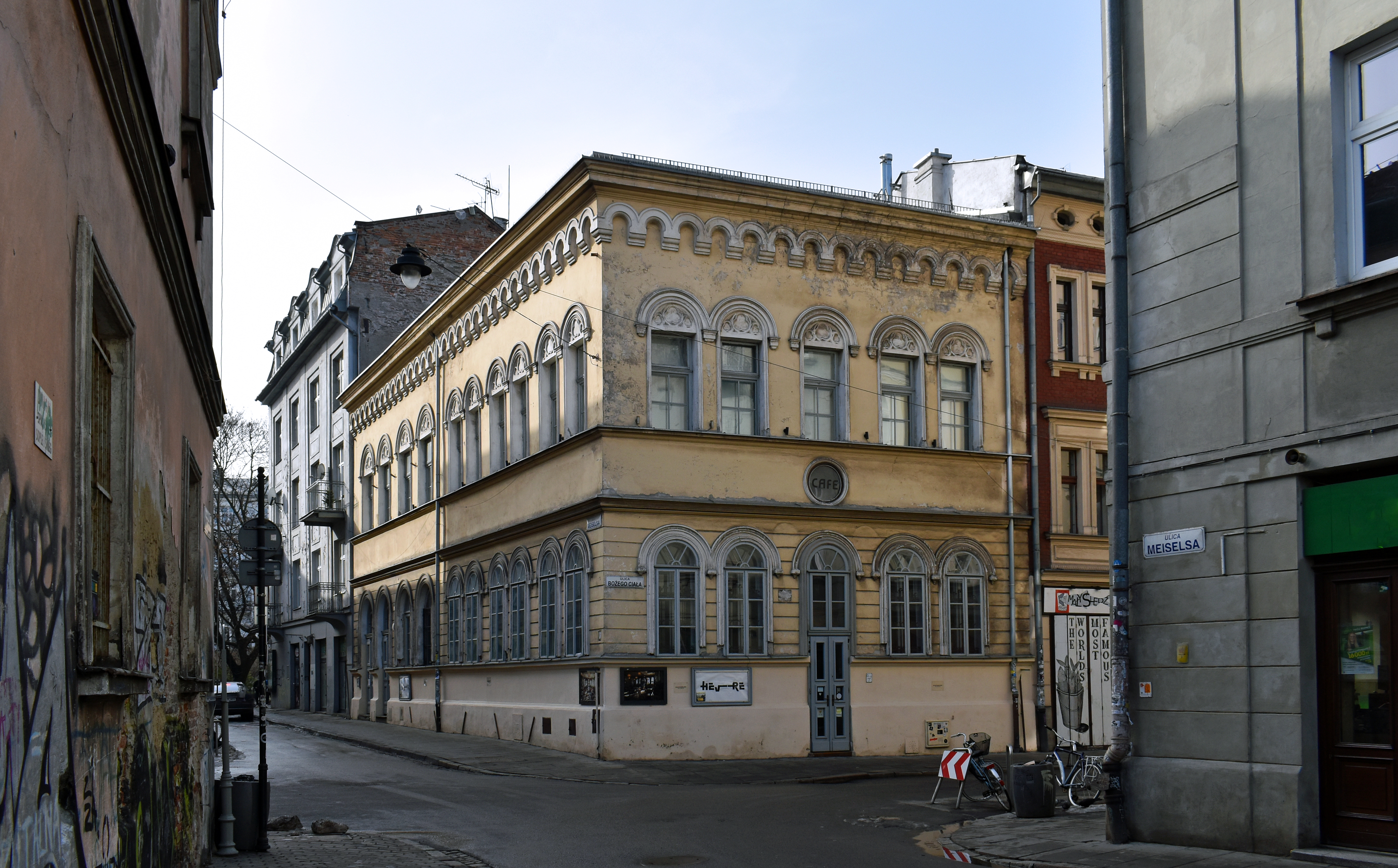
Rue Rabina Meiselsa 18. Ancienne synagogue Chewra Thilim.